# Microgaster abengouroui
Microgaster abengouroui är en stekelart som beskrevs av Jean Risbec 1951. Microgaster abengouroui ingår i släktet Microgaster och familjen bracksteklar. Inga underarter finns listade i Catalogue of Life.